# Интервенцията
„Интервенцията“ (на английски: The Intervention) е американска трагикомедия от 2016 г., написана и режисирана от Клеа Дювал в режисьорския й дебют. Във филма участват Клеа Дювал, Мелани Лински, Наташа Лион, Винсънт Пиаца, Джейсън Ритър, Бен Шварц, Алия Шавкат и Коби Смълдърс. Световната премиера на филма се състои във филмовия фестивал в Сънданс на 26 януари 2016 г., а по-късно е пуснат в ограничено издание и видео по поръчка на 26 август 2016 г. от „Самюъл Голдуин Филмс“ и „Парамаунт Пикчърс“.

## Актьорски състав
| Актьор        | Роля  |
| ------------- | ----- |
| Клеа Дювал    | Джеси |
| Мелани Лински | Ани   |
| Алия Шавкат   | Лола  |
| Коби Смълдърс | Руби  |
| Наташа Лион   | Сара  |
| Джейсън Ритер | Мат   |
| Бен Шварц     | Джак  |
| Винсънт Пиаца | Питър |